# Roda JC Kerkrade in het seizoen 2017/18
Dit artikel geeft een overzicht van Roda JC Kerkrade in het seizoen 2017/18.

## Selectie/Staf

### Selectie
- = Aanvoerder |  = Blessure |  = Geschorst

| Nr. | Nat.                                    | Naam                 | Positie      | Leeft. | Seiz. |
| --- | --------------------------------------- | -------------------- | ------------ | ------ | ----- |
| 1   | Vlag van Nederland                      | Hidde Jurjus         | Keeper       | 23     | 1e    |
| 2   | Vlag van Nederland                      | Henk Dijkhuizen      | Verdediger   | 25     | 4e    |
| 3   | Vlag van Denemarken                     | Patrick Banggaard    | Verdediger   | 23     | 1e    |
| 4   | Vlag van Nederland · Vlag van Duitsland | Christian Kum        | Verdediger   | 31     | 2e    |
| 5   | Vlag van Nederland                      | Ard van Peppen       | Verdediger   | 32     | 5e    |
| 6   | Vlag van Nederland                      | Mohamed El Makrini   | Aanvaller    | 30     | 2e    |
| 7   | Vlag van Nederland · Vlag van Suriname  | Mikhail Rosheuvel    | Aanvaller    | 26     | 2e    |
| 8   | Vlag van Nederland                      | Adil Auassar         | Verdediger   | 30     | 2e    |
| 9   | Vlag van Duitsland · Vlag van Oekraïne  | Dani Schahin         | Aanvaller    | 28     | 2e    |
| 10  | Vlag van Zweden                         | Simon Gustafson      | Middenvelder | 22     | 1e    |
| 11  | Vlag van Nederland                      | Gyliano van Velzen   | Aanvaller    | 23     | 2e    |
| 13  | Vlag van Duitsland                      | Tsiy William Ndenge  | Middenvelder | 20     | 1e    |
| 14  | Vlag van Duitsland                      | Mario Engels         | Aanvaller    | 23     | 1e    |
| 15  | Vlag van Bosnië en Herzegovina          | Ognjen Gnjatić       | Middenvelder | 25     | 2e    |
| 16  | Vlag van Polen                          | Filip Kurto          | Keeper       | 26     | 3e    |
| 17  | Vlag van België                         | Jannes Vansteenkiste | Verdediger   | 26     | 1e    |
| 18  | Vlag van België                         | Jorn Vancamp         | Aanvaller    | 18     | 1e    |
| 19  | Vlag van Nederland                      | Mitchel Paulissen    | Middenvelder | 24     | 7e    |
| 20  | Vlag van Nederland                      | Daryl Werker         | Verdediger   | 23     | 5e    |
| 21  | Vlag van België                         | Célestin Djim        | Aanvaller    | 22     | 2e    |
| 22  | Vlag van Duitsland                      | Ashton Götz          | Verdediger   | 24     | 1e    |
| 23  | Vlag van Nederland                      | Nathan Rutjes        | Middenvelder | 33     | 4e    |
| 24  | Vlag van Nederland                      | Nicky Souren         | Aanvaller    | 17     | 1e    |
| 25  | Vlag van België                         | Livio Milts          | Middenvelder | 20     | 1e    |
| 27  | Vlag van Kosovo · Vlag van Duitsland    | Donis Avdijaj        | Aanvaller    | 21     | 1e    |
| 28  | Vlag van België                         | Maecky Ngombo        | Aanvaller    | 22     | 2e    |

### Staf
| Functie           | Naam                  |
| ----------------- | --------------------- |
| Hoofdtrainer      | Robert Molenaar       |
| Assistent-trainer | Rick Plum             |
| Assistent-trainer | Hans Visser           |
| Keeperstrainer    | Robert-Jan Zoetmulder |
| Team Manager      | Ger Senden            |
| Persvoorlichter   | Rob Goossens          |
| Materiaalman      | Fred Thomassen        |

| Functie        | Naam           |
| -------------- | -------------- |
| Club arts      | Rutger Sanders |
| Club arts      | Fred Hartgens  |
| Verzorger      | Michel Somers  |
| Fysiotherapeut | Martijn Smeets |
| Fysiotherapeut | Jim Snackers   |

### Aangetrokken
| Nat.                                 | Naam                 | Van                 | Bijzonderheden |
| ------------------------------------ | -------------------- | ------------------- | -------------- |
| Vlag van Nederland                   | Hidde Jurjus         | PSV                 | gehuurd        |
| Vlag van Polen                       | Filip Kurto          | Excelsior           |                |
| Vlag van Duitsland                   | Mario Engels         | Śląsk Wrocław       |                |
| Vlag van Nederland                   | Henk Dijkhuizen      | Jong Roda JC        |                |
| Vlag van Nederland                   | Nicky Souren         | Jong Roda JC        |                |
| Vlag van Zweden                      | Simon Gustafson      | Feyenoord           | gehuurd        |
| Vlag van België                      | Jorn Vancamp         | RSC Anderlecht      | gehuurd        |
| Vlag van Duitsland                   | Tsiy William Ndenge  | Borussia M'gladbach | gehuurd        |
| Vlag van België                      | Jannes Vansteenkiste | Antwerp FC          |                |
| Vlag van Duitsland                   | Ashton Götz          | transfervrij        |                |
| Vlag van België                      | Livio Milts          | Jong Roda JC        |                |
| Vlag van België                      | Maecky Ngombo        | Jong Roda JC        |                |
| Vlag van Kosovo · Vlag van Duitsland | Donis Avdijaj        | Schalke 04          | gehuurd        |
| Vlag van Denemarken                  | Patrick Banggaard    | SV Darmstadt 98     | gehuurd        |

### Vertrokken
| Nat.                                      | Naam                | Naar                   | Bijzonderheden    |
| ----------------------------------------- | ------------------- | ---------------------- | ----------------- |
| Vlag van Nederland                        | Benjamin van Leer   | Ajax                   |                   |
| Vlag van Spanje                           | Marcos Gullón       | n.n.b.                 |                   |
| Vlag van Nederland                        | Jens van Son        | FC Den Bosch           |                   |
| Vlag van Wales                            | Simon Church        | Scunthorpe United      |                   |
| Vlag van België                           | Yves de Winter      | KSV Roeselare          |                   |
| Vlag van Cyprus                           | Nestoras Mitidis    | AEK Larnaca            |                   |
| Vlag van België · Vlag van Turkije        | Kahraman Demirtapa  | n.n.b.                 |                   |
| Vlag van Nederland · Vlag van Afghanistan | Farshad Noor        | AFC Eskilstuna         |                   |
| Vlag van België                           | Tom Van Hyfte       | KFCO Beerschot Wilrijk |                   |
| Vlag van Bulgarije                        | Simeon Raykov       | Lokomotiv Plovdiv      |                   |
| Vlag van Nederland                        | Nick Wolters        | FC Dordrecht           |                   |
| Vlag van Oostenrijk                       | Stefan Savić        | Olimpija Ljubljana     |                   |
| Vlag van Frankrijk · Vlag van Marokko     | Lyes Houri          | SC Bastia              | einde huurperiode |
| Vlag van Nigeria                          | Abdul Ajagun        | Panathinaikos          | einde huurperiode |
| Vlag van België                           | Beni Badibanga      | Standard Luik          | einde huurperiode |
| Vlag van Slovenië                         | Martin Milec        | Standard Luik          | einde huurperiode |
| Vlag van België · Vlag van Congo-Kinshasa | Bryan Verboom       | Zulte Waregem          | einde huurperiode |
| Vlag van Griekenland                      | Thanasis Papazoglou | KV Kortrijk            | einde huurperiode |
| Vlag van Duitsland                        | Frederic Ananou     | FC Ingolstadt 04       |                   |

## Statistieken

### Eindstand
| pos | club             | gs | w | g  | v  | pnt | dv | dt | ds  |
| --- | ---------------- | -- | - | -- | -- | --- | -- | -- | --- |
| 14. | NAC Breda        | 34 | 9 | 7  | 18 | 34  | 41 | 57 | −16 |
| 15. | VVV-Venlo        | 34 | 7 | 13 | 14 | 34  | 35 | 54 | −19 |
| 16. | Roda JC Kerkrade | 34 | 8 | 6  | 20 | 30  | 42 | 69 | −27 |
| 17. | Sparta Rotterdam | 34 | 7 | 6  | 21 | 27  | 34 | 75 | −41 |
| 18. | FC Twente        | 34 | 5 | 9  | 20 | 24  | 37 | 63 | −26 |

### Legenda
| Kleur | Kwalificatie voor                                 |
| ----- | ------------------------------------------------- |
|       | Play-offs tegen degradatie naar de Eerste divisie |
|       | Degradatie naar de Eerste divisie                 |

### Winst/Gelijk/Verlies
| Speelronde | 1 | 2 | 3 | 4 | 5 | 6 | 7 | 8 | 9 | 10 | 11 | 12 | 13 | 14 | 15 | 16 | 17 | 18 | 19 | 20 | 21 | 22 | 23 | 24 | 25 | 26 | 27 | 28 | 29 | 30 | 31 | 32 | 33 | 34 |
| ---------- | - | - | - | - | - | - | - | - | - | -- | -- | -- | -- | -- | -- | -- | -- | -- | -- | -- | -- | -- | -- | -- | -- | -- | -- | -- | -- | -- | -- | -- | -- | -- |
| W/G/V      | V | V | V | V | V | V | W | W | V | G  | V  | V  | V  | W  | G  | V  | V  | V  | G  | W  | G  | V  | G  | V  | V  | V  | V  | W  | W  | W  | V  | G  | W  | V  |

Winst
Gelijk
Verlies

### Positieverloop
| Speelronde | 1  | 2  | 3  | 4  | 5  | 6  | 7  | 8  | 9  | 10 | 11 | 12 | 13 | 14 | 15 | 16 | 17 | 18 | 19 | 20 | 21 | 22 | 23 | 24 | 25 | 26 | 27 | 28 | 29 | 30 | 31 | 32 | 33 | 34 | Eindstand |
| ---------- | -- | -- | -- | -- | -- | -- | -- | -- | -- | -- | -- | -- | -- | -- | -- | -- | -- | -- | -- | -- | -- | -- | -- | -- | -- | -- | -- | -- | -- | -- | -- | -- | -- | -- | --------- |
| Stand      | 15 | 16 | 16 | 17 | 18 | 18 | 17 | 16 | 18 | 18 | 18 | 18 | 18 | 18 | 17 | 18 | 17 | 17 | 17 | 17 | 17 | 17 | 16 | 17 | 17 | 18 | 18 | 17 | 16 | 16 | 16 | 16 | 16 | 16 | 16        |

* = Speelronde nog bezig

## Wedstrijden

### Vriendschappelijk
| | RKTSV Terwinselen | 0 – 14 (0 – 7)   | Roda JC Kerkrade                                                                                       | Opstelling Roda JC Kerkrade: |
| 8 juli 2017, 18:00 uur Plaats: Kerkrade Stadion: Sportcomplex Seghemanstraat Toeschouwers: 800 Scheidsrechter: |                   | Wedstrijdverslag | Djim Paulissen 27' Milts 30', 35' Rosheuvel 40' Rutjes Auassar , 87' Van Velzen 80', Brašnić , Schahin | Jurjus (Kurto 46'), Schlösser (Dijkhuizen 46'), Kum (Ananou 46'), Auassar (Werker 46'), Van Peppen (Kroonen 46'), Gnjatić (Engels 46'), Rosheuvel (Souren 46'), Rutjes (Schahin 46'), Djim (Brašnić 46'), Milts (Van Velzen 46'), Paulissen (El Makrini 46') |

| | Groene Ster  | 1 – 3 (0 – 1)    | Roda JC Kerkrade           | Opstelling Roda JC Kerkrade: |
| 12 juli 2017, 19:00 uur Plaats: Heerlerheide Stadion: Sportpark Pronsebroek Toeschouwers: 1000+ Scheidsrechter: | Franssen 47' | Wedstrijdverslag | 19' Milts 78', 82' Gnjatić | Kurto (Jurjus 46'), Dijkhuizen (Schlösser 46'), Ananou (Kum 46'), Werker (Auassar 46'), Milts (Van Peppen 46'), Kroonen (Gnjatić 46'), Engels (Rosheuvel 46'), Souren (Rutjes 46'), Brašnić (Djim 46'), Van Velzen (Paulissen 46'), El Makrini (Schahin 46') |

|                                                                        | Roda JC Kerkrade | 0 – 5 (0 – 1)    | KAS Eupen | Opstelling Roda JC Kerkrade: |
| 15 juli 2017, 12:00 uur Plaats: Stadion: Toeschouwers: Scheidsrechter: |                  | Wedstrijdverslag |           |                              |

| | FC Eindhoven                        | 2 – 3 (1 – 2)    | Roda JC Kerkrade                  | Opstelling Roda JC Kerkrade: |
| 22 juli 2017, 18:00 uur Plaats: Eindhoven Stadion: Jan Louwers Stadion Toeschouwers: Scheidsrechter: Christiaan Bax | Lieder 7' (pen.) Van den Boomen 82' | Wedstrijdverslag | 6' Vancamp 38' Gustafson 53' Djim | Kurto, Dijkhuizen (Schlösser 76'), Kum (Rutjes 76'), Ananou (Werker 45'), Van Peppen (Kroonen 76'), El Makrini (Auassar 76'), Gustafson (Djim 45'), Ndenge (Gnjatić 45'), Engels (Rosheuvel 76'), Vancamp (Paulissen 63'), Van Velzen (Souren 76') |

| | Lierse SK | 0 – 1 (0 – 0)    | Roda JC Kerkrade | Opstelling Roda JC Kerkrade: |
| 29 juli 2017, 19:00 uur Plaats: Lier Stadion: Herman Vanderpoortenstadion Toeschouwers: Scheidsrechter: |           | Wedstrijdverslag | 87' Djim         | Jurjus, Ananou (Dijkhuizen 75'), Auassar, Kum (Werker 65'), Van Peppen, Gustafson (Van Velzen 75'), El Makrini, Gnjatić (Rutjes 65'), Rosheuvel (Engels 65'), Schahin (Vancamp 60'), Paulissen (Djim 75') |

| | Standard Luik | 1 – 0 (0 – 0) | Roda JC Kerkrade | Opstelling Roda JC Kerkrade: |
| 5 augustus 2017, ?? uur Plaats: Luik Stadion: Academy Robert Louis-Dreyfus Toeschouwers: Scheidsrechter: | Molin 58'     |               |                  | Jurjus, Ananou, Kum (Dijkhuizen 80'), Werker, Van Peppen, El Makrini (Rutjes 85'), Rosheuvel (Engels 68'), Gustafson (Djim 75'), Gnjatić (Ndenge 46'), Vancamp (Schahin 75'), Paulissen (Van Velzen 72') |

|                                                                                            | Sint-Truidense VV        | 2 – 0 (2 – 0) | Roda JC Kerkrade | Opstelling Roda JC Kerkrade: |
| 12 oktober 2017, ?? uur Plaats: Sint-Truiden Stadion: Stayen Toeschouwers: Scheidsrechter: | Bourard 39' Bezoes 45+1' |               |                  |                              |

|                                                                                               | KV Kortrijk               | 2 – 5 (1 – 0) | Roda JC Kerkrade                                            | Opstelling Roda JC Kerkrade:                                                                                |
| 12 januari 2017, 12:00 uur Plaats: Tienen Stadion: Bergestadion Toeschouwers: Scheidsrechter: | Perbet 40' Papazoglou 96' |               | 55' Vancamp 66' Ndenge 73' Van Velzen 85' Rutjes 87' Ngombo | Jurjus, Dijkhuizen, Ananou, Auassar, Vansteenkiste, Gnjatić, Schahin, Gustafson, Rosheuvel, Vancamp, Engels |

### Eredivisie
| Speelronde 1 | PEC Zwolle                                                  | 4 – 2 (1 – 1)    | Roda JC Kerkrade          | Opstelling Roda JC Kerkrade: |
| 13 augustus 2017, 12:30 uur Plaats: Zwolle Stadion: MAC³PARK stadion Toeschouwers: 13.000 Scheidsrechter: Bas Nijhuis | Marcellis 45+1' Auassar 53' (e.d.) Saymak 66' Van Polen 74' | Wedstrijdverslag | 22', 62' (pen.) Gustafson | Jurjus, Ananou, Kum (Auassar 46'), Van Peppen, El Makrini, Rosheuvel, Gustafson, Gnjatić, Vancamp, Paulissen (Van Velzen 63'), Werker (Ndenge 70') 80' Gustafson |

| Speelronde 2 | Roda JC Kerkrade     | 1 – 3 (0 – 1)    | Vitesse                         | Opstelling Roda JC Kerkrade: |
| 18 augustus 2017, 20:00 uur Plaats: Kerkrade Stadion: Parkstad Limburg Stadion Toeschouwers: 12.004 Scheidsrechter: Jochem Kamphuis | Gustafson 64' (pen.) | Wedstrijdverslag | 40' Matavž 69' Bruns 80' Kasjia | Jurjus, Ananou, Kum, Van Peppen, El Makrini (Ndenge 84'), Rosheuvel, Gustafson, Gnjatić, Vancamp (Schahin 68'), Paulissen (Van Velzen 81'), Werker 51' El Makrini |

| Speelronde 3 | PSV                   | 2 – 0 (2 – 0)    | Roda JC Kerkrade | Opstelling Roda JC Kerkrade: |
| 27 augustus 2017, 16:45 uur Plaats: Eindhoven Stadion: Philips Stadion Toeschouwers: 32.200 Scheidsrechter: Danny Makkelie | Locadia 9' Lozano 24' | Wedstrijdverslag |                  | Jurjus, Ananou, Kum, Van Peppen, El Makrini (Ndenge 46'), Rosheuvel, Gustafson, Gnjatić, Vancamp (Djim 74'), Paulissen (Van Velzen 57'), Werker 54' Ananou |

| Speelronde 4 | FC Utrecht                  | 2 – 0 (1 – 0)    | Roda JC Kerkrade | Opstelling Roda JC Kerkrade: |
| 10 september 2017, 14:30 uur Plaats: Utrecht Stadion: Stadion Galgenwaard Toeschouwers: 19.024 Scheidsrechter: Siemen Mulder | Van de Streek 2' Labyad 58' | Wedstrijdverslag |                  | Jurjus, Ananou, Van Peppen (Vansteenkiste 54'), El Makrini, Rosheuvel, Gustafson, Gnjatić (Engels 14'), Vancamp, Paulissen (Van Velzen 78'), Werker, Götz |

| Speelronde 5 | Roda JC Kerkrade | 1 – 3 (1 – 3)    | Willem II                        | Opstelling Roda JC Kerkrade: |
| 16 september 2017, 19:45 uur Plaats: Kerkrade Stadion: Parkstad Limburg Stadion Toeschouwers: 11.668 Scheidsrechter: Pol van Boekel | Rosheuvel 45+2'  | Wedstrijdverslag | 5', 35' Velikonja 23' Chirivella | Jurjus, Ananou, Van Peppen (Auassar 73'), El Makrini (Van Velzen 46'), Rosheuvel, Gustafson, Ndenge, Vancamp (Schahin 46'), Paulissen, Werker, Götz 73' Götz, 77' Gustafson |

| Speelronde 6 | Heracles Almelo           | 2 – 1 (0 – 1)    | Roda JC Kerkrade | Opstelling Roda JC Kerkrade: |
| 23 september 2017, 19:45 uur Plaats: Almelo Stadion: Polman Stadion Toeschouwers: 9.943 Scheidsrechter: Björn Kuipers | Pröpper 51' Vermeij 90+3' | Wedstrijdverslag | 5' Paulissen     | Jurjus, Ananou, Van Peppen, El Makrini, Rosheuvel, Auassar, Schahin, Gustafson (Engels 75'), Ndenge, Paulissen (Van Velzen 82'), Götz 31' Götz, 33' El Makrini |

| Speelronde 7 | Sparta Rotterdam | 1 – 2 (0 – 2)    | Roda JC Kerkrade       | Opstelling Roda JC Kerkrade: |
| 1 oktober 2017, 16:45 uur Plaats: Rotterdam Stadion: Spartastadion Het Kasteel Toeschouwers: 9.834 Scheidsrechter: Danny Makkelie | Mühren 78'       | Wedstrijdverslag | 29' Ndenge 35' Schahin | Jurjus, Dijkhuizen, Kum, El Makrini (Rutjes 83'), Rosheuvel (Engels 64'), Auassar, Schahin, Gustafson, Ndenge, Vansteenkiste, Paulissen (Van Velzen 40') 17' Rosheuvel, 80' Schahin, 90' Rutjes |

| Speelronde 8 | Roda JC Kerkrade | 1 – 0 (0 – 0)    | NAC Breda | Opstelling Roda JC Kerkrade: |
| 14 oktober 2017, 18:30 uur Plaats: Kerkrade Stadion: Parkstad Limburg Stadion Toeschouwers: 12.230 Scheidsrechter: Edwin van de Graaf | Auassar 90+1'    | Wedstrijdverslag |           | Jurjus, Kum, El Makrini (Rutjes 74'), Rosheuvel, Auassar, Schahin, Gustafson, Engels (Van Velzen 79'), Gnjatić (Ndenge 66'), Vansteenkiste, Götz 64' Auassar |

| Speelronde 9 | FC Twente                         | 3 – 0 (1 – 0)    | Roda JC Kerkrade | Opstelling Roda JC Kerkrade: |
| 21 oktober 2017, 20:45 uur Plaats: Enschede Stadion: De Grolsch Veste Toeschouwers: 23.600 Scheidsrechter: Serdar Gözübüyük | Assaidi 26' (pen.), 57' Bijen 73' | Wedstrijdverslag |                  | Jurjus, Kum, El Makrini (Vancamp 74'), Rosheuvel, Auassar, Schahin, Gustafson, Engels (Van Velzen 77'), Gnjatić (Ndenge 50'), Vansteenkiste, Götz 45' Kum, 46' Schahin |

| Speelronde 10 | Roda JC Kerkrade | 1 – 1 (1 – 1)    | Feyenoord    | Opstelling Roda JC Kerkrade: |
| 28 oktober 2017, 18:30 uur Plaats: Kerkrade Stadion: Parkstad Limburg Stadion Toeschouwers: 13.494 Scheidsrechter: Kevin Blom | Schahin 17'      | Wedstrijdverslag | 11' Berghuis | Jurjus, Kum, Van Peppen, El Makrini (Werker 87'), Rosheuvel (Engels 74'), Auassar, Schahin (Vancamp 90+1'), Gustafson, Van Velzen, Ndenge, Götz 36' El Makrini |

| Speelronde 11 | Excelsior                    | 1 – 0 (1 – 0)    | Roda JC Kerkrade | Opstelling Roda JC Kerkrade: |
| 4 november 2017, 19:45 uur Plaats: Rotterdam Stadion: Van Donge & De Roo Stadion Toeschouwers: 4.068 Scheidsrechter: Rob Dieperink | Bruins 42' Bruins 78' (pen.) | Wedstrijdverslag |                  | Jurjus, Kum, Van Peppen, El Makrini (Rutjes 87'), Rosheuvel, Auassar, Schahin, Gustafson (Engels 78'), Van Velzen, Ndenge, Götz 36' Rosheuvel |

| Speelronde 12 | Roda JC Kerkrade | 0 – 1 (0 – 0)    | AZ            | Opstelling Roda JC Kerkrade:                                                                                        |
| 19 november 2017, 16:45 uur Plaats: Kerkrade Stadion: Parkstad Limburg Stadion Toeschouwers: 12.411 Scheidsrechter: Allard Lindhout |                  | Wedstrijdverslag | 84' Seuntjens | Jurjus, Kum, El Makrini (Vancamp 86'), Auassar, Schahin, Gustafson, Van Velzen, Ndenge, Engels, Vansteenkiste, Götz |

| Speelronde 13 | Ajax                                               | 5 – 1 (1 – 1)    | Roda JC Kerkrade | Opstelling Roda JC Kerkrade: |
| 26 november 2017, 12:30 uur Plaats: Amsterdam Stadion: Amsterdam ArenA Toeschouwers: 51.000 Scheidsrechter: Bas Nijhuis | Kluivert 45', 60', 85' Dolberg 59' Van de Beek 75' | Wedstrijdverslag | 32' Kum          | Jurjus, Kum, El Makrini, Auassar, Schahin, Gustafson, Van Velzen (Rosheuvel 64'), Ndenge (Vancamp 72'), Engels (Milts 79'), Vansteenkiste, Götz 61' Engels |

| Speelronde 14 | Roda JC Kerkrade | 2 – 1 (0 – 0)    | sc Heerenveen | Opstelling Roda JC Kerkrade: |
| 3 december 2017, 14:30 uur Plaats: Kerkrade Stadion: Parkstad Limburg Stadion Toeschouwers: 10.482 Scheidsrechter: Christiaan Bax |                  | Wedstrijdverslag |               |                              |

| Speelronde 15 | Roda JC Kerkrade | 2 – 2 (2 – 1)    | FC Groningen | Opstelling Roda JC Kerkrade: |
| 3 december 2017, 14:30 uur Plaats: Kerkrade Stadion: Parkstad Limburg Stadion Toeschouwers: 10.515 Scheidsrechter: Pol van Boekel |                  | Wedstrijdverslag |              |                              |

| Speelronde 16 | ADO Den Haag | 3 – 2 (1 – 2)    | Roda JC Kerkrade | Opstelling Roda JC Kerkrade: |
| 13 december 2017, 20:45 uur Plaats: Den Haag Stadion: Cars Jeans Stadion Toeschouwers: 9.151 Scheidsrechter: Reinold Wiedemeijer |              | Wedstrijdverslag |                  |                              |

| Speelronde 17 | Roda JC Kerkrade | 0 – 1 (0 – 0)    | VVV-Venlo | Opstelling Roda JC Kerkrade: |
| 16 december 2017, 20:45 uur Plaats: Kerkrade Stadion: Parkstad Limburg Stadion Toeschouwers: 13.198 Scheidsrechter: Dennis Higler |                  | Wedstrijdverslag |           |                              |

| Speelronde 18 | Feyenoord | 5 – 1 (2 – 0)    | Roda JC Kerkrade | Opstelling Roda JC Kerkrade: |
| 24 december 2017, 16:45 uur Plaats: Rotterdam Stadion: De Kuip Toeschouwers: 40.000 Scheidsrechter: Jochem Kamphuis |           | Wedstrijdverslag |                  |                              |

| Speelronde 19 | Roda JC Kerkrade | 1 – 1 (0 – 0)    | FC Twente | Opstelling Roda JC Kerkrade: |
| 20 januari 2018, 18:30 uur Plaats: Kerkrade Stadion: Parkstad Limburg Stadion Toeschouwers: 12.475 Scheidsrechter: Reinold Wiedemeijer |                  | Wedstrijdverslag |           |                              |

| Speelronde 20 | Roda JC Kerkrade | 2 – 1 (1 – 1)    | Excelsior | Opstelling Roda JC Kerkrade: |
| 28 januari 2018, 14:30 uur Plaats: Kerkrade Stadion: Parkstad Limburg Stadion Toeschouwers: 11.226 Scheidsrechter: Martin Pérez |                  | Wedstrijdverslag |           |                              |

| Speelronde 21 | AZ | 2 – 2 (2 – 1)    | Roda JC Kerkrade | Opstelling Roda JC Kerkrade: |
| 4 februari 2018, 14:30 uur Plaats: Alkmaar Stadion: AFAS Stadion Toeschouwers: 15.007 Scheidsrechter: Kevin Blom |    | Wedstrijdverslag |                  |                              |

| Speelronde 22 | Roda JC Kerkrade | 2 – 4 (1 – 2)    | Ajax | Opstelling Roda JC Kerkrade: |
| 7 februari 2018, 20:45 uur Plaats: Kerkrade Stadion: Parkstad Limburg Stadion Toeschouwers: 14.484 Scheidsrechter: Bas Nijhuis |                  | Wedstrijdverslag |      |                              |

| Speelronde 23 | sc Heerenveen | 1 – 1 (0 – 1)    | Roda JC Kerkrade | Opstelling Roda JC Kerkrade: |
| 10 februari 2018, 20:45 uur Plaats: Heerenveen Stadion: Abe Lenstra Stadion Toeschouwers: 17.780 Scheidsrechter: Ed Janssen |               | Wedstrijdverslag |                  |                              |

### KNVB beker
1 Bucker ·
4 Koglin ·
5 Jansen ·
6 Spieringhs ·
7 Razak ·
8 Müller ·
9 Çukur ·
10 Schwirten ·
11 Griffith ·
13 Röseler ·
14 Breij ·
15 Beerten ·
16 Treichel ·
17 Džepar ·
18 Köther ·
20 Leijten ·
21 Kongolo  ·
22 Kruiver ·
23 Steins ·
24 Boti ·
26 El Meliani ·
27 Bangura ·
30 Van Hemelryck ·
31 Maiorano ·
32 Moro ·
33 Timmermans ·
34 Veendorp ·
35 Doulashi ·
47 Seedorf ·
52 El Maach ·
72 Vancsa ·
77 Sejdiu ·
97 Baeten ·
Coach: Sibum
· Assistent-coach: Henkens
· Assistent-coach: Luijpers
· Keeperstrainer: Telgenkamp
ADO Den Haag ·
Ajax ·
AZ ·
Excelsior ·
Feyenoord ·
FC Groningen ·
sc Heerenveen ·
Heracles Almelo ·
NAC Breda ·
PEC Zwolle · 
PSV ·
Roda JC Kerkrade ·
Sparta Rotterdam ·
FC Twente ·
FC Utrecht ·
Vitesse ·
VVV-Venlo ·
Willem II